# Napoleon překračující Alpy
Napoleon překračující Alpy (francouzsky Le Premier Consul franchissant les Alpes au col du Grand Saint-Bernard, česky doslovně První konzul překračující Alpy ve Velkém Svatobernardském průsmyku), je série pěti olejomaleb francouzského malíře Jacques-Louise Davida. Obrazy se od sebe liší pouze v drobných detailech a všechny jsou jezdeckým portrétem Napoleona Bonaparta. Zachycují ho v konkrétním historickém momentu, při průchodu jeho armády Velkým Svatobernardským průsmykem v Alpách v květnu 1800.
Portréty jsou značně idealizované (při skutečném přechodu Alp jel Napoleon na mezku, který byl veden). Vznikly mezi lety 1801 a 1805. První obraz si objednal španělský král Karel IV. Když se Bonaparte dozvěděl o obrazu, nařídil Davidovi, aby vytvořil další tři verze: jednu pro zámek Saint-Cloud, jednu pro knihovnu Invalidovny a třetí pro královský palác v Miláně, v hlavním městě Cisalpinské republiky. Pátá verze zůstala v Davidově dílně až do jeho smrti.

## Osudy obrazů

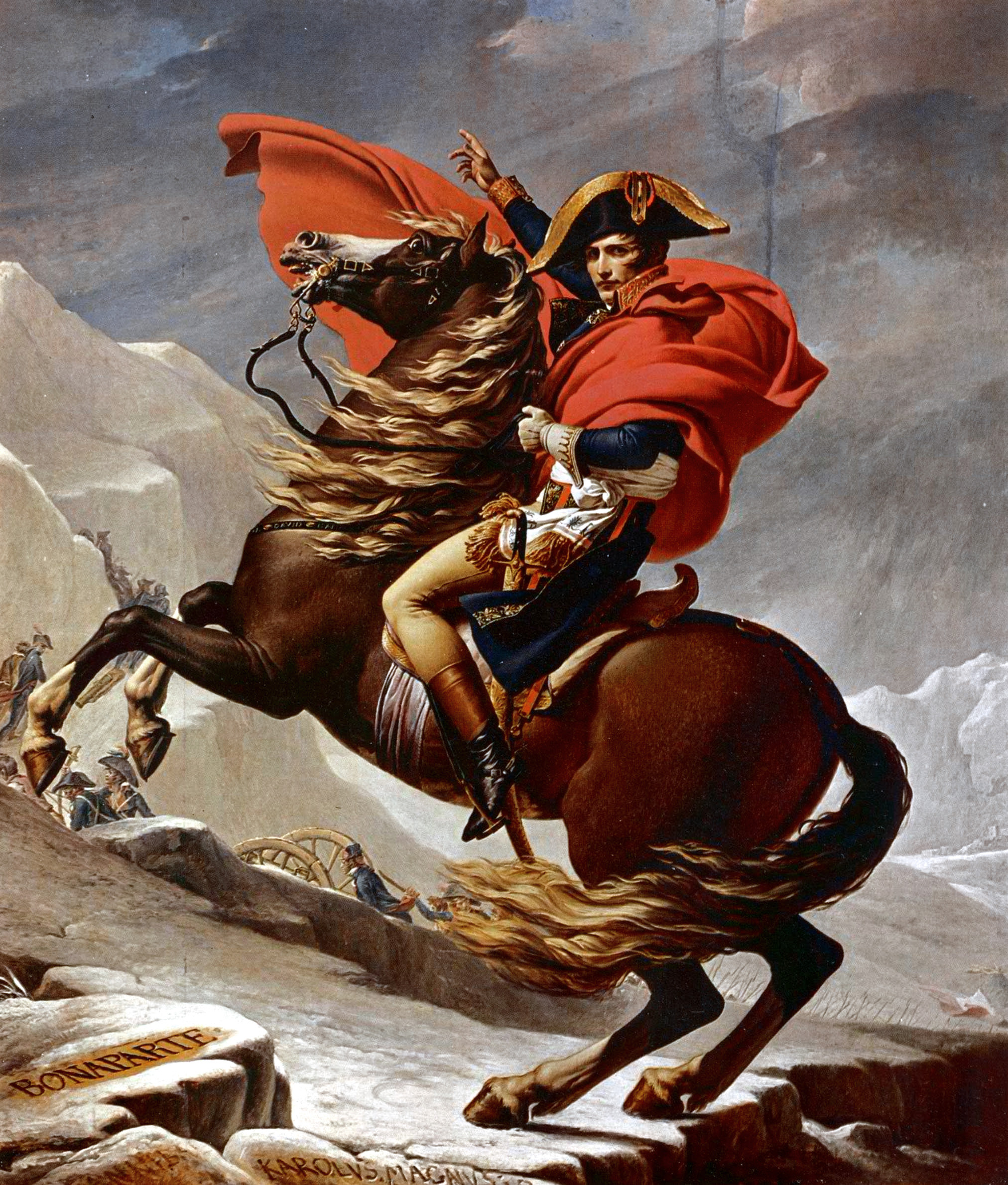
Druhá, dnes charlottenburská verze

Původní obraz zůstal v Královském paláci v Madridu až do roku 1812, kdy byl uloupen Josefem Bonapartem, když prchal po prohrané španělské válce za nezávislost. Vzal si ho s sebou do Bordentownu ve Spojených státech, kde žil v letech 1816 až 1839. Obraz dědili jeho potomci až do roku 1949, kdy jej jeho prapraneteř Eugenie Bonapartová odkázala francouzskému muzeu na zámku Malmaison, kde je dosud.
Verze vytvořená pro zámek Saint-Cloud z roku 1801 byla v roce 1814 odstraněna pruskými vojáky pod Blücherovým vedením. Blücher obraz pak daroval pruskému králi Fridrichu Vilémovi III. Od té doby se nachází na zámku Charlottenburg v Berlíně.
Kopie z Invalidovny z roku 1802 byla uložena do archivu při bourbonské restauraci v roce 1814. V roce 1837 byl však obraz na příkaz krále Ludvíka Filipa znovu vyvěšen v nově otevřeném Musée de l'Histoire de France na zámku Versailles.
Milánská verze z roku 1803 byla v roce 1816 zkonfiskována Rakušany. Obraz ve městě zůstal až do roku 1825. Nakonec byl v roce 1834 instalován v paláci Belveder ve Vídni, kde se stal součástí sbírky v muzeu Belvedere.
Verze, kterou si David nechal až do své smrti v roce 1825, byla vystavena v Bazar Bonne-Nouvelle v roce 1846. V roce 1850 byl obraz Davidovou dcerou Pauline Jeaninovou darován prezidentu Louisi-Napoleonu Bonapartovi (budoucímu Napoleonovi III.) a instalován v Tuilerijském paláci. V roce 1979 byl věnován muzeu ve Versailleském paláci.